# 方仕
方仕（1481年—？年），字汝學，號獨山，河南汝宁府光州固始縣人。明朝政治人物。

## 生平
治《詩經》，行二，正德二年（1507年）由縣學增廣生中式丁卯科河南鄉試第十三名舉人，正德三年（1508年）聯捷戊辰科會試第三百名，第三甲第二百四名進士。授户部主事，遷郎中，嘉靖元年（1522年）陞任江西九江府知府，三年调任南昌府知府，次年以疾辞官。不久起补宝庆府，调任常德府。官至两浙都轉盐运使。

## 家族
曾祖方全。祖父方钟，義官。父方完，监生。母李氏。具庆下。兄方仁、弟方伸、方伟、方仲、方任、方俨、方儯、方侃。姪孫方端，萬曆五年進士。